# Hjalmar Olsson (geolog)
Alfred Hjalmar Olsson, född 19 oktober 1860 i Norsholm, Kimstads socken, död 6 juni 1943 i Stockholm, var en svensk geolog.
Hjalmar Olsson var son till slussvaktaren vid Göta kanal Anders Johan Olsson. Han gick först i Kimstads folkskola och studerade därefter vid Tekniska skolan i Stockholm vid Borgarskolan där. Efter att ha deltagit som hantlangare vid rekognosceringen av geologiska kartbladet "Norsholm" sommaren 1877 anställdes han hösten samma år som extra vaktmästare vid Sveriges Geologiska Undersökning och blev 1880 ordinarie och 1891 förste vaktmästare där. Han kvarstod i denna tjänst till avskedstagandet 1927. 1879 genomgick han en instruktionskurs för extrageologer, och arbetade därefter 1879–1930 nästan årligen under somrarna som extrageolog på olika håll i Sverige. Han blev i rollen mycket uppskattad, och Alfred Elis Törnebohm gav honom vitsord som SGU:s främste kartläggande geolog. Bland hans upptäckter som fältgeolog märks de 1909–1910 påträffade då äldsta spåren av människor på Gotland, gjorda i en skärning vid Svalings i Gothems socken, där ett kulturlager med kol, bearbetade flintor med mera påträffades mellan grus avsatt i Ancylussjön och ett yngre avsatt i Littorinahavet. Han redovisade sina fynd i ett föredrag inför Geologiska föreningen 1911. Av metodiskt intresse var hans uppsats Om anrikning av diatomacéer ur jordarter (1929). För sina insatser erhöll han Illis quorum 1927.